# Dmitri Iwanowitsch Schurawski

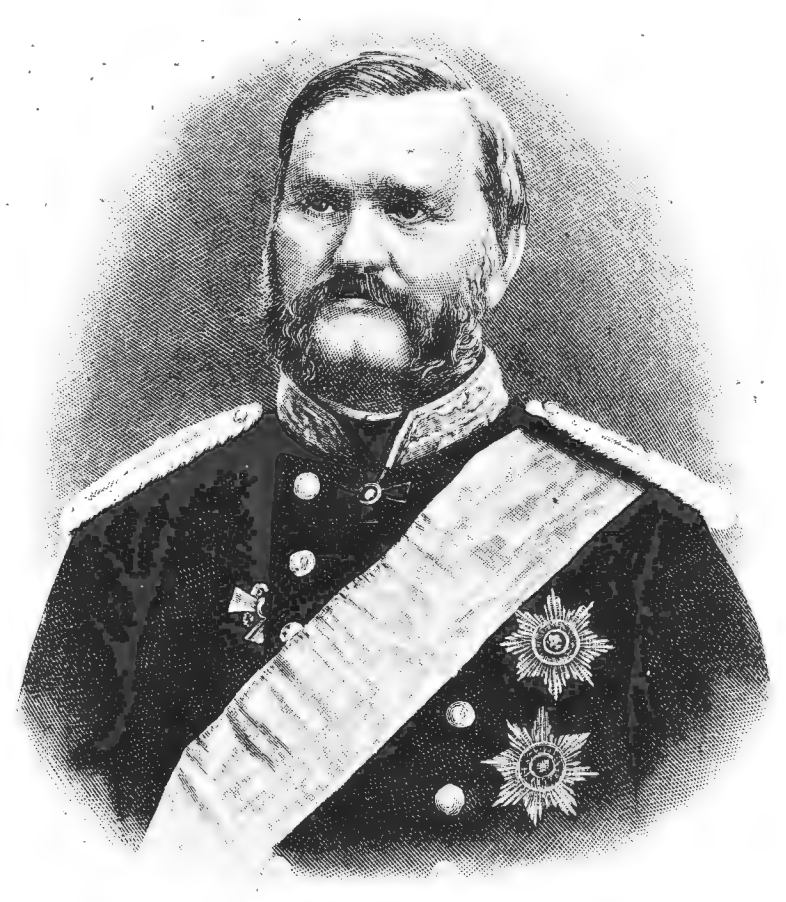
Dmitri Iwanowitsch Schurawski

Dmitri Iwanowitsch Schurawski (russisch Дми́трий Ива́нович Жура́вский; * 17. Dezemberjul. / 29. Dezember 1821greg. in Bely Kolodes bei Schtschigry; † 18. Novemberjul. / 30. November 1891greg. in St. Petersburg) war ein russischer Physiker und Brückenbau-Ingenieur.

## Leben
Schurawski besuchte das Physikalisch-Mathematische Besborodko-Gymnasium in Nischyn. In seiner Schulzeit interessierte er sich insbesondere für Angewandte Mathematik und Mechanik. Nach dem Abschluss trat er 1838 in das Institut des Verkehrsingenieur-Korps (der späteren St. Petersburger Verkehrsingenieursuniversität) ein und wurde Schüler des Mathematikers M. W. Ostrogradski. 1842 schloss er sein Studium ab als Klassenbester mit Auszeichnung und Eintragung seines Namens auf der marmornen Ehrentafel.
Nach seinem Studium wurde Schurawski von der Norddirektion der Nikolaibahn angestellt und arbeitete an der Planung, Projektierung und dem Bau dieser ersten Langstrecken-Eisenbahn in Russland, von der aus das russische Eisenbahn-Netz entstand. Der Bau dieser Bahn, für die die geradlinige Variante gewählt worden war, erforderte den Bau von 184 Brücken, 69 Stein- und Gusseisen-Röhren und 19 Verbindungsrampen. Der Bau der Brücken (nach dem System Howe) wurde von dem USA-Eisenbahningenieur George Washington Whistler geleitet.
Da zu dieser Zeit Fachwerke, wie sie für die Brücken benutzt wurden, noch nicht theoretisch berechnet werden konnten, beauftragte P. P. Melnikow 1844 Schurawski, die Eigenschaften von Fachwerkbrücken nach dem System Howe zu studieren. Durch seine theoretischen und experimentellen Untersuchungen stellte Schurawski fest, dass bei gleichmäßiger Belastung der Kragträger über die Länge die  mechanische Spannung in der neutralen Fläche des Kragträgers nicht konstant ist, sondern vom freien Ende her anwächst. Im Laufe seiner Untersuchungen entwickelte er als Erster eine allgemeine Methode zur Berechnung von Fachwerken mit parallelen Gurten. Damit konnte er das System Howe überprüfen und verbessern. Das Ergebnis war 1850 die wissenschaftlich begründete Berechnung von Brückenfachwerken. Schurawskis Arbeiten wurden von den Arbeiten des französischen Mathematikers und Ingenieurs J. A. Bresse unterstützt. Schurawskis Vorschläge wurden von Whistler bei allen Brücken dieser Bahnstrecke realisiert. Die größten Eisenbahnbrücken der Nikolai-Bahn wurden unter Schurawskis Leitung projektiert und gebaut. Schurawskis Werk Über die Brücken nach dem System Howe, an dem er 10 Jahre gearbeitet hatte, wurde 1854 bei dem Wettbewerb der St. Petersburger Akademie der Wissenschaften vorgestellt und 1855 mit dem Großen Demidow-Preis ausgezeichnet. Die von ihm abgeleitete Formel für die Scherspannung in einem scherbelasteten Stab ist als Schurawski-Scherspannungsformel bekannt.
1855 leitete Schurawski die Projektierung der Eisenbahnstrecke von Moskau nach Orjol. 1857–1858 führte er zusammen mit P. P. Melnikow und dem Architekten K. A. Thon die Neugestaltung des Turmhelms der Peter-und-Paul-Kathedrale der Peter-und-Paul-Festung in St. Petersburg durch, dessen Holzkonstruktion durch eine Metallkonstruktion ersetzt wurde. Das verwendete Eisen hoher Qualität wurde nach dem Verfahren des Metallurgen A. A. Iossa hergestellt. Aufgrund seiner Arbeiten wurde Schurawski zum Oberst im Verkehrsingenieur-Korps ernannt.
Als eine seiner letzten Brückenbau-Arbeiten stellte Schurawski 1869 die abgebrannte Msta-Brücke bei Malaja Wischera wieder her. Im gleichen Jahr wurde er zum Studium des Eisenbahnwesens in die USA geschickt. Nach seiner Rückkehr wurde er Mitglied des Rates der Obergesellschaft der Russischen Eisenbahnen, deren Vize-Präsident er einige Jahre war. Gleichzeitig leitete er die Bauabteilung der Kaiserlichen Technischen Gesellschaft, an deren Aufzeichnungen er mitarbeitete. 1873 beteiligte er sich als Sprecher des Verkehrsministeriums an der Arbeit des Internationalen Statistik-Kongresses in St. Petersburg und wurde zum Vize-Präsidenten der kommerziellen Statistik gewählt.
1871–1876 beteiligte sich Schurawski an der Neugestaltung des Wolga-Ostsee-Kanals und leitete die Projektierung des Ladogakanals, des St. Petersburg-Meer-Kanals und des Libau-Hafens. Während dieser Zeit untersuchte er die Festigkeit von Holz bei unterschiedlichen Belastungsarten und die von Schienen bei niedrigen Temperaturen. 1877–1889 war er Direktor des Eisenbahn-Departments, in dem ihm das Technische Inspektionskomitee direkt unterstand. Während dieser Zeit führte er eine Reihe von wichtigen Maßnahmen zur Steigerung der Transportkapazität der russischen Eisenbahnen durch. 1883–1889 war er auch Mitglied des Rates des Verkehrsministeriums (seit 1886 Rat für Eisenbahnangelegenheiten).
Schurawski wurde auf dem St. Petersburger Mitrofan-Friedhof begraben.